# Astragalus echanensis
Astragalus echanensis är en ärtväxtart som beskrevs av Dieter Podlech. Astragalus echanensis ingår i släktet vedlar, och familjen ärtväxter. Inga underarter finns listade i Catalogue of Life.